# حسیاء
حسیاء نام یک شهرک صنعتی و  منطقهٔ مسکونی در سوریه است در استان حمص و در سر مسیر حمص به دمشق واقع شده‌است.

## خصوصیات
حسیاء ۵٬۴۳۵ نفر جمعیت دارد.
در بخش جنوبی حسیا محلی وجود دارد که محل سکونت آوارگان جنگی فوعه و کفریا می باشد

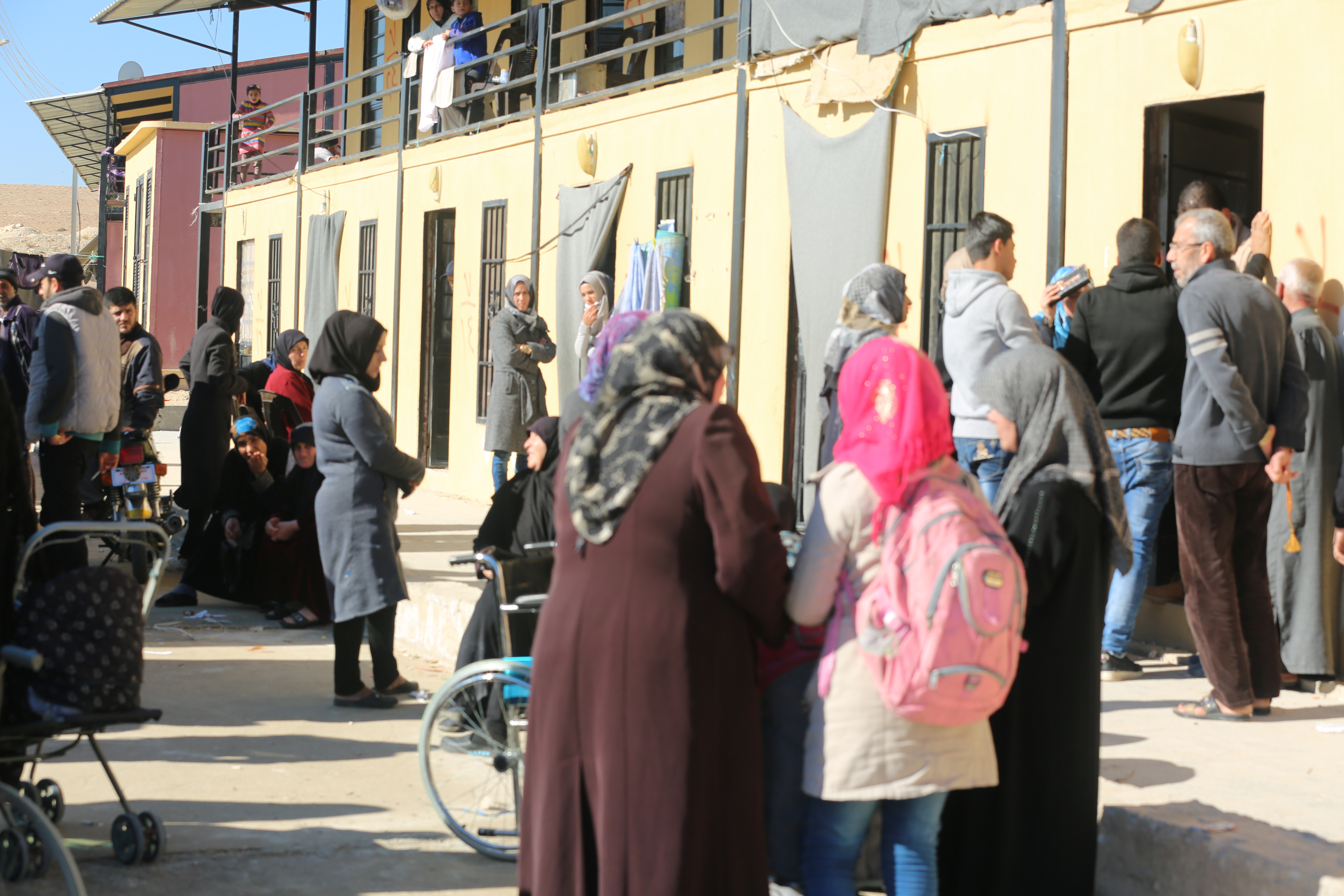
اردوگاه آوارگان حسیاء

سکونت آوارگان در اردوگاه حسیاء از ابتدای سال 1396 در این منطقه شروع شد و تا کنون ادامه دارد.
در این بین افرادی به این مردم خدمت رسانی کردند که مهمترین و موثرترین آنها سردار استوار بوده است .